# Jess Park
Jessica „Jess“ Park (* 21. Oktober 2001 in Brough, East Riding of Yorkshire) ist eine englische Fußballspielerin und steht derzeit beim Manchester City W.F.C. unter Vertrag. Seit 2022 ist sie zudem englische Nationalspielerin.

## Karriere

### Vereine
Park begann als mit dem Fußballspielen bei regionalen Vereinen in ihrer Heimat, bevor sie sich dem Manchester City W.F.C. anschloss. Dort durchlief sie die Jugendmannschaften, stand aber schon als Jugendliche im Profikader. Dort gab sie beim 3:2-Sieg gegen die Doncaster Rovers im FA-Cup am 6. Dezember 2017 ihr Profidebüt. Beim 6:0-Sieg im Ligaspiel gegen Sheffield United am 5. Dezember 2018 erzielte sie ihren ersten Profitreffer. Als 17-Jährige debütierte sie am 25. September 2019 gegen den FF Lugano 1976 auch in der Champions League. Ab der Saison 2019/20 stand sie regelmäßig im Kader der Profimannschaft und kam zu vereinzelten Einsätzen. 2020 gewann sie mit Manchester den FA-Cup. Ihre Einsatzzeiten stiegen zusehends, ab der Saison 2021/22 hatte sie sich nahezu als Stammspielerin etabliert. Für noch mehr Spielpraxis wurde sie in der Saison 2022/23 an den FC Everton verliehen. In der Hinrunde kam sie dort auch regelmäßig zum Einsatz, verletzte sich im Mai 2023 aber an der Schulter und fiel für den Rest der Saison aus. Nach ihrer Rückkehr nach Manchester 2023/24 entwickelte sie sich endgültig zur Stammspielerin.

### Nationalmannschaft
Park spielte für verschiedene englische U-Nationalmannschaften. Mit der U17-Nationalmannschaft nahm sie 2018 an der Europameisterschaft teil, bei der England im Halbfinale gegen Deutschland ausschied. In einigen der Vorrundenspiele führte sie ihre Mannschaft als Kapitänin auf den Platz. Auch mit der U19-Nationalmannschaft nahm sie 2019 an der Europameisterschaft teil, schied mit ihrer Mannschaft aber bereits in der Vorrunde aus.
Für die Freundschaftsspiele gegen die USA und gegen Tschechien im September 2022 wurde Park erstmals für die englische A-Nationalmannschaft nominiert, wurde aber nicht eingesetzt. Am 11. November 2022 wurde sie beim 4:0-Sieg gegen Japan in der 89. Spielminute eingewechselt und erzielte 79 Sekunden später sogleich ihr erstes Länderspieltor. 2023 gewann sie mit England den Arnold Clark Cup. 2025 nahm sie mit England an der Europameisterschaft teil und kam hier beim 6:1-Sieg gegen Wales im letzten Vorrundenspiel zu ihrem ersten EM-Einsatz. Dies blieb ihr einziger EM-Einsatz; gleichwohl konnte sie am 27. Juli 2025 mit England den Gewinn der Europameisterschaft feiern.